# 길버트 그레이프
《길버트 그레이프》(영어: What's Eating Gilbert Grape)는 1993년에 공개된 라세 할스트롬 감독의 성장 영화(coming-of-age), 드라마 영화이다. 각본을 맡은 피터 헤지스가 1991년에 쓴 동명의 소설을 원작으로 하고 있다. 조니 뎁, 레오나르도 디카프리오, 줄리엣 루이스, 다렌 케이츠가 출연하였다. 이 영화는 인구 1,091명이 사는 미국 아이오와주의 조그만 마을 엔도라에서 식료품 가게의 점원으로 정상적이지 않은 가족들을 보살피며 살아가는 집안의 가장이자 형인 길버트(조니 뎁 분)와 발달 장애를 가진 그의 어린 동생 어니(레오나르도 디카프리오 분)의 이야기를 그리고 있다.
어니를 연기한 레오나르도 디카프리오는 미국 아카데미상 남우조연상 후보에 지명되었다.

## KBS 성우진 (1995년 12월 24일)
- 장세준 - 길버트 그레이프(조니 뎁)
- 강수진 - 어니(레오나르도 디카프리오)
- 서혜정 - 벡키(줄리엣 루이스)
- 송도영 - 베티 카버(메리 스틴버겐)
- 이경자 - 보니(달린 케이츠)
- 성병숙 - 에이미(로라 해링튼)
- 함수정 - 엘렌(메리 케이트 쉘하트)
- 박상일 - 켄 카버(케빈 타이게)
- 김준 - 터커(존 C. 라일리)
- 최흘 - 슈퍼마켓 주인(팀 그린)
- 나수란 - 벡키의 할머니(페넬로페 브래닝)
- 서광재 - 보안관(브래드 콜먼)
- 홍성헌 - 버디(크리스핀 글러버)
- 배정미 - 카버의 아들(마크 조던)

## 같이 보기
- 제66회 아카데미상
- 제51회 골든 글로브상
- 1993년 시카고 영화 비평가 협회상
- 1993년 로스앤젤레스 영화 비평가 협회상